# Clemensia subleis
Clemensia subleis är en fjärilsart som beskrevs av William Schaus 1905. Clemensia subleis ingår i släktet Clemensia och familjen björnspinnare. Inga underarter finns listade i Catalogue of Life.